# Майодан (Північна Кароліна)
Майодан (англ. Mayodan) — місто (англ. town) в США, в окрузі Рокінґгем штату Північна Кароліна. Населення — 2418 осіб (2020).

## Географія
Майодан розташований за координатами 36°25′23″ пн. ш. 79°58′8″ зх. д. / 36.42306° пн. ш. 79.96889° зх. д. (36.422953, -79.968878).  За даними Бюро перепису населення США в 2010 році місто мало площу 7,50 км², з яких 7,45 км² — суходіл та 0,05 км² — водойми.

## Демографія
Згідно з переписом 2010 року, у місті мешкало 2478 осіб у 1173 домогосподарствах у складі 642 родин. Густота населення становила 330 осіб/км².  Було 1330 помешкань (177/км²).
Расовий склад населення:
| - 85,8 % — білих - 10,3 % — чорних або афроамериканців - 0,4 % — корінних американців - 0,2 % — азіатів - 0,1 % — вихідців з тихоокеанських островів - 1,8 % — осіб інших рас |

До двох чи більше рас належало 1,5 %. Частка іспаномовних становила 4,0 % від усіх жителів.
За віковим діапазоном населення розподілялося таким чином: 20,5 % — особи молодші 18 років, 58,1 % — особи у віці 18—64 років, 21,4 % — особи у віці 65 років та старші. Медіана віку мешканця становила 43,8 року. На 100 осіб жіночої статі у місті припадало 87,2 чоловіків;  на 100 жінок у віці від 18 років та старших — 82,3 чоловіків також старших 18 років.
Середній дохід на одне домашнє господарство  становив 34 962 долари США (медіана — 25 772), а середній дохід на одну сім'ю — 43 627 доларів (медіана — 36 641). Медіана доходів становила 36 131 долар для чоловіків та 28 750 доларів для жінок. За межею бідності перебувало 32,9 % осіб, у тому числі 41,6 % дітей у віці до 18 років та 22,6 % осіб у віці 65 років та старших.
Цивільне працевлаштоване населення становило 1013 осіб. Основні галузі зайнятості: освіта, охорона здоров'я та соціальна допомога — 26,3 %, виробництво — 22,8 %, роздрібна торгівля — 15,1 %, науковці, спеціалісти, менеджери — 10,7 %.